# 5885 Apeldoorn
5885 Apeldoorn è un asteroide della fascia principale. Scoperto nel 1973, presenta un'orbita caratterizzata da un semiasse maggiore pari a 3,1194537 au e da un'eccentricità di 0,0486249, inclinata di 5,68347° rispetto all'eclittica.
L'asteroide è dedicato all'astronomo amatoriale olandese Berend Caspar Jan Apeldoorn.